# Ik hou van u / Je t'aime, tu sais

Ik hou van u / je t’aime, tu sais est une chanson à succès[réf. nécessaire] du groupe de rock belge néerlandophone Noordkaap, composée pour le film Manneken Pis en 1995.
Pour les festivités des 175 ans de la Belgique et des 25 ans du fédéralisme belge, le morceau fut repris dans une version bilingue néerlandais-français, interprétée par Stijn Meuris (Noordkaap/Monza) et Marie Daulne (Zap Mama).
Les deux jeunes chorégraphes belges Sidi Larbi Cherkaoui et Damien Jalet ont créé sur cette musique une chorégraphie qui met en évidence plusieurs traits de la Belgique, et selon le concept du bal moderne, l'apprentissage ludique de danse fut proposé sous le nom La Belgique danse le 20 juillet 2005 pour que ce même soir à 22h, dans 12 villes du pays (Anvers, Bruxelles, Charleroi, Dinant, Eupen, Gand, Hasselt, La Roche, Louvain, Liège, Wavre, Ypres) des milliers de personnes puissent se rassembler et s'amuser ensemble.
En 2015, la chanson originale est intégrée dans le spectacle musical en néerlandais Gelukkig zijn (littéralement : Être heureux) mis en scène par Peter Schoenaerts pour la troupe Fast Forward.